# Melid
Melid (chetitsky: Malidiya nebo Midduwa; akkadsky: Meliddu; urartsky: Melitea; latinsky: Melitene; řecky: Μελιτηνή, turecky: Arslantepe) je zaniklé starověké město, jež leželo na území dnešního Turecka, nedaleko současného města Malatya. Jeho ruiny byly roku 2021 zapsány na seznam Světového dědictví UNESCO, jakožto „Mohyla Arslantepe“.
Nejstarší osídlení místa se datuje do chalkolitu. Již tehdy byla na vrcholu kopce postavena monumentální budova z pálených cihel s nejasným účelem. Asi 24 kilometru odtud byl nalezen nejstarší známý důkaz tavení mědi. Na konci uruckého období se areál rozrostl na velký chrámový nebo palácový komplex. Místo zřejmě fungovalo jako obchodní kolonie dovážející suroviny na jih do dolní Mezopotámie. Kolem roku 3000 př. n. l. došlo k velkému zničení a vypálení místa. V pozdní době bronzové bylo město znovu vystavěno a osídleno, a to Churrity, kteří z něj udělali správní centrum jednoho z regionů království Isuwa. Město bylo silně opevněno, pravděpodobně kvůli hrozbě vpádu Chetitů ze západu. Ti ale město stejně dobyli, kolem roku 1350 př. n. l. za panování Šuppiluliumy I. Ten pak použil Melid jako základnu pro svou vojenskou kampaň, jež skončila vypleněním hlavního města království Mitanni, jež se jmenovalo Vaššukkani. Po pádu říše Chetitů, mezi 12. a 7. století př. n. l., se město stalo centrem nezávislého luvijského státu Kammanu, známého také jako „Malizi“. Ve 12. století byl Melid pravděpodobně závislý na Karchemiši. Poté musel platit tribut Asýrii. Melid přesto dokázal prosperovat, a to až do doby, než ho asyrský král Sargon II. (722–705 př. n. l.) v roce 712 př. n. l. vyplenil. Opětovnému povstání z popela zabránily invaze kočovných Kimmeriů a Skytů. Poté už město jen upadalo. Zaniklo neznámo kdy. První archeologický výzkum v místě prováděl Francouz Louis Delaport v letech 1932 až 1939, na něj v letech 1946 až 1951 navázal další Francouz Claude Frédéric-Armand Schaeffer. V 60. letech převzal vykopávky italský tým a odborníci Univerzita La Sapienza řídí výzkum dodnes.